# Prefettura di Yoto
La prefettura di Yoto è una prefettura del Togo situato nella regione Marittima con 165 596 abitanti al censimento 2010. Il capoluogo è la città di Tabligbo.